# Jachivan
Jachivan (del ruso: Хачивань) es un jútor del raión de Labinsk del krai de Krasnodar, en el sur de Rusia. Está situado en la orilla izquierda del río Chamlyk, de la cuenca del río Kubán a través del Labá, 17 km al este de Labinsk y 160 km al sureste de Krasnodar, la capital del krai. Tenía 59 habitantes en 2010
Pertenece al municipio Voznesénskoye.